# De Haan & Oerlemans
De Haan & Oerlemans ist der Name einer ehemaligen Schiffswerft aus Heusden (Niederlande) mit Sitz in dem Ortsteil Festungstadt Heusden.

## Geschichte

### Vorgeschichte
Mit der Anbindung an den neugebauten Maaskanal versuchte die Gemeinde Heusden, eine Werft anzusiedeln und so Arbeitsplätze zu schaffen. Eine erste Werft – der 1905 gegründete Schiffs- und Maschinenbau „Bergsche Maas“ ging bereits Ende 1908 in Konkurs. Neue Eigentümer des Geländes wurden Anne Adam Alta und Adriaan de Haan, die den Betrieb als „Rijn en Maas“ fortführten. Bereits 1911 schied Alta wieder aus.

### Gründung und Erster Weltkrieg
Neuer Mitgesellschaften von Adriaan de Haan wurde Jan Oerlemans, die den Betrieb ab 1911 unter dem Namen De Haan & Oerlemans führten. Die Werft fertigte bis nach Beginn des Ersten Weltkrieges vor allem Binnenschiffe und einige Dampfschlepper. Als während des Krieges der Markt für Binnenschiffe zum Erliegen kam, wich De Haan & Oerlemans auf den Bau von Küstenfrachtschiffen aus, die aufgrund der Kriegsverluste und Beschlagnahmen durch die Marinen dringend benötigt wurden. Allerdings konnten die Seeschiffe nicht komplett in Heusden gebaut werden, da sie die Brücken zur Nordsee nicht passieren konnten. Sie wurden nach Rotterdam geschleppt und dort fertig gestellt. Das erste dieser Seeschiffe war die Ynnur, die am 16. Mai 1917 für einen norwegischen Auftraggeber vom Stapel lief.

### Zwischenkriegszeit

Orpheus, Baujahr 1920

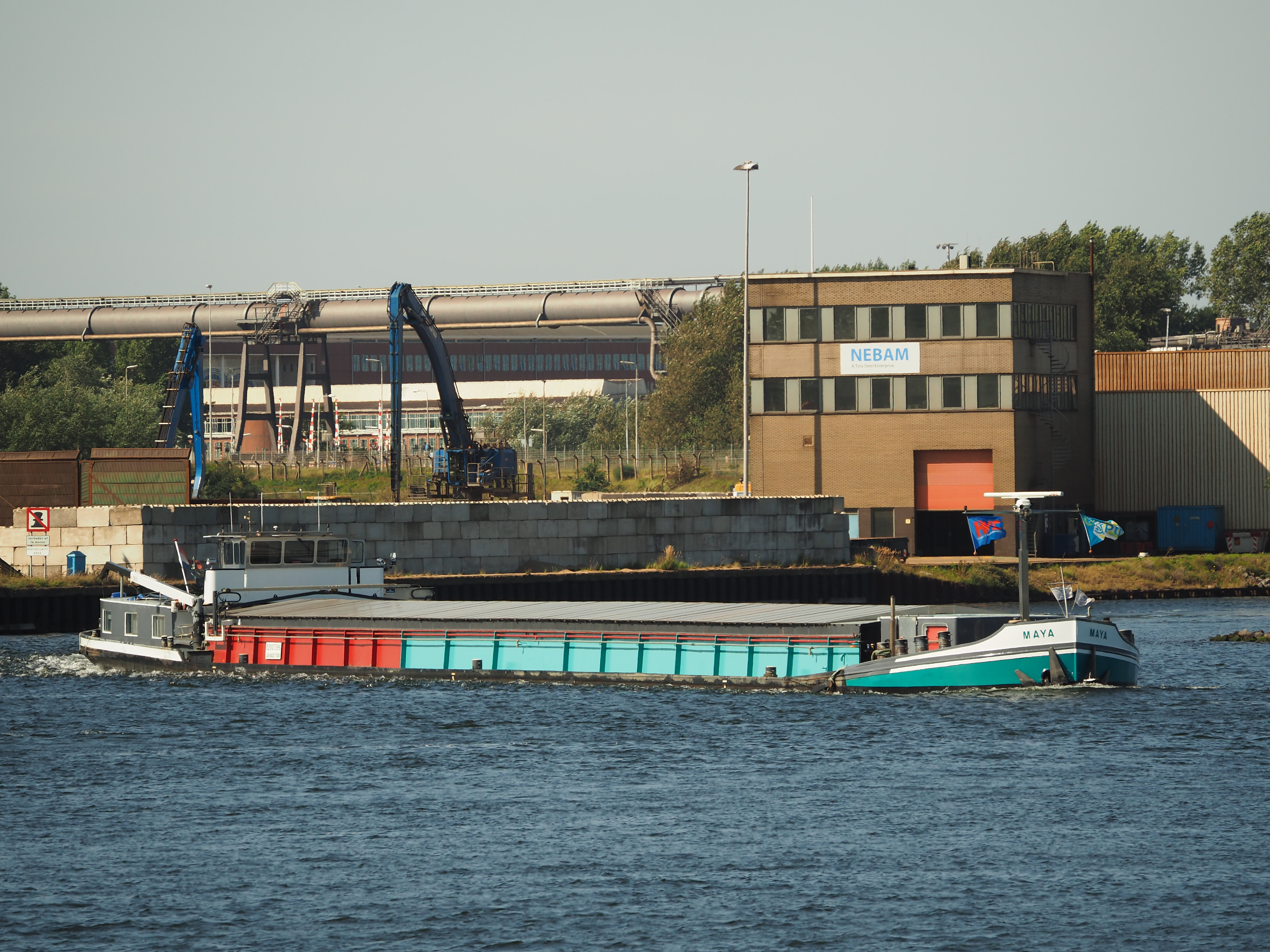
Maya, Baujahr 1926

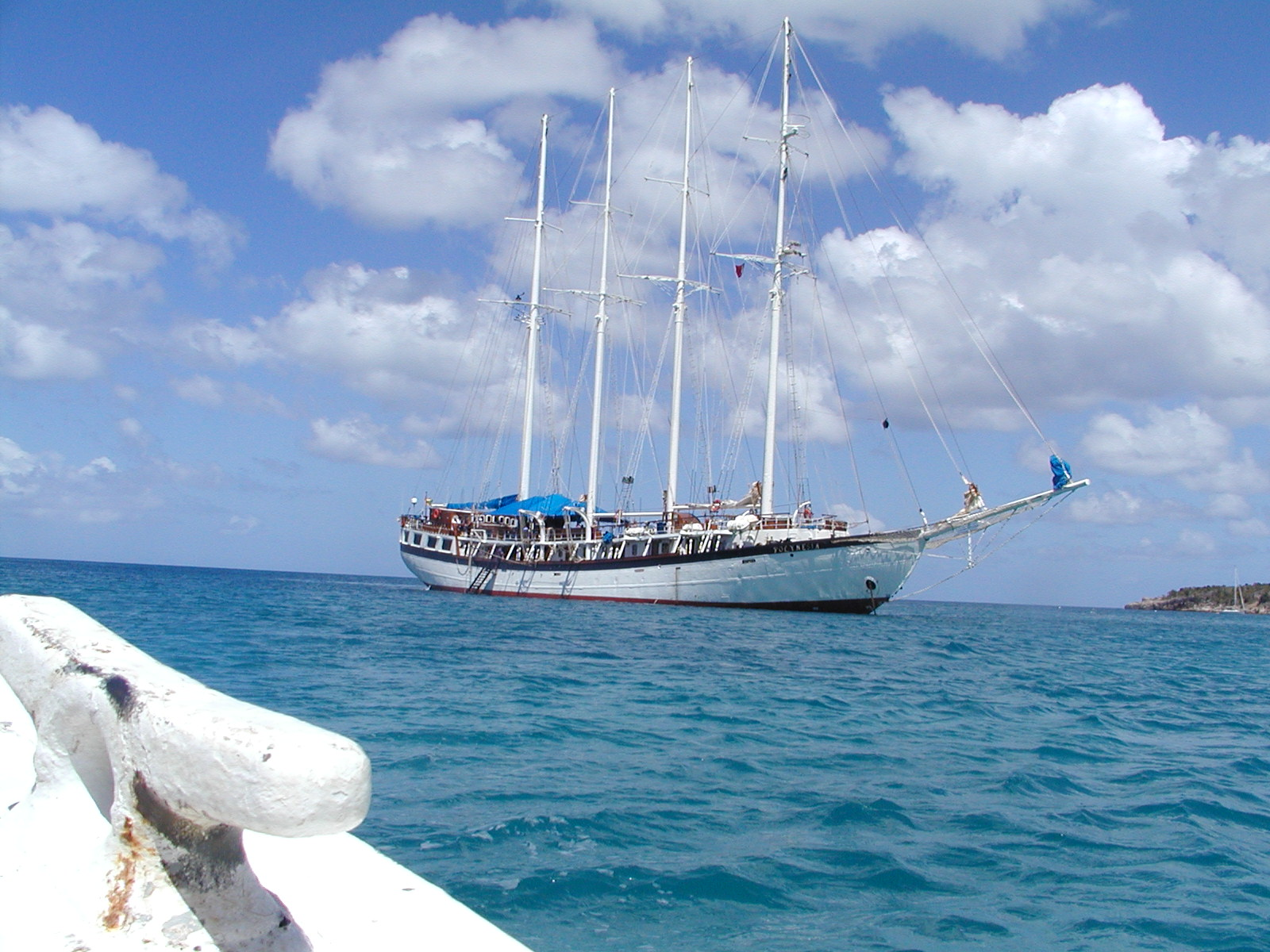
Die 1938 gebaute Argus als Polynesia etwa 2003

Nach dem Ersten Weltkrieg wurde der Bau von Seeschiffen beibehalten und die Fertigung von Binnenschiffen wieder aufgenommen. Der große Nachholbedarf vor allem in der Binnenschifffahrt führte zu einem Auftragsboom, so dass fast jeden Monat ein Schiff abgeliefert wurde. Die Zahl der Beschäftigten stieg in dieser Zeit auf 250 Mitarbeiter. 1929 kaufte Adriaan de Haan die Anteile von Jan Oerlemans ab und führte die Werft alleine weiter. Infolge des Börsencrashs in diesem Jahr kam die Tätigkeit fast zum Erliegen. Anfang der 1930er Jahre lag der Schwerpunkt daher wieder auf dem Bau von Binnenschiffen, erst Mitte der 1930er Jahre folgten erneut Seeschiffe. Darunter befand sich auch das einzige von der Werft gebaute Segelschiff, die heute noch erhaltene Argus aus dem Jahr 1938.

### Zweiter Weltkrieg
Während des Zweiten Weltkrieges wurde die Werft – wie alle niederländischen Werften – in die deutsche Kriegswirtschaft einbezogen. Auf deutsche Rechnung baute sie zunächst Binnenschleppschiffe, Tankschiffe und Tankleichter sowie für die Kriegsmarine Marinefährprahme (F 273, F 274 und F 612) und Kriegsfischkutter (KFK 60, KFK 61, KFK 442, KFK 443).
Als im Winter 1944/45 die Maas die Frontlinie zwischen den alliierten und den deutschen Truppen bildete, lag der Betrieb ab November 1944 still. Heusden geriet in die Kampfhandlungen und die Werft wurde durch die Kampfhandlungen zerstört.

### Nachkriegszeit und Verkauf

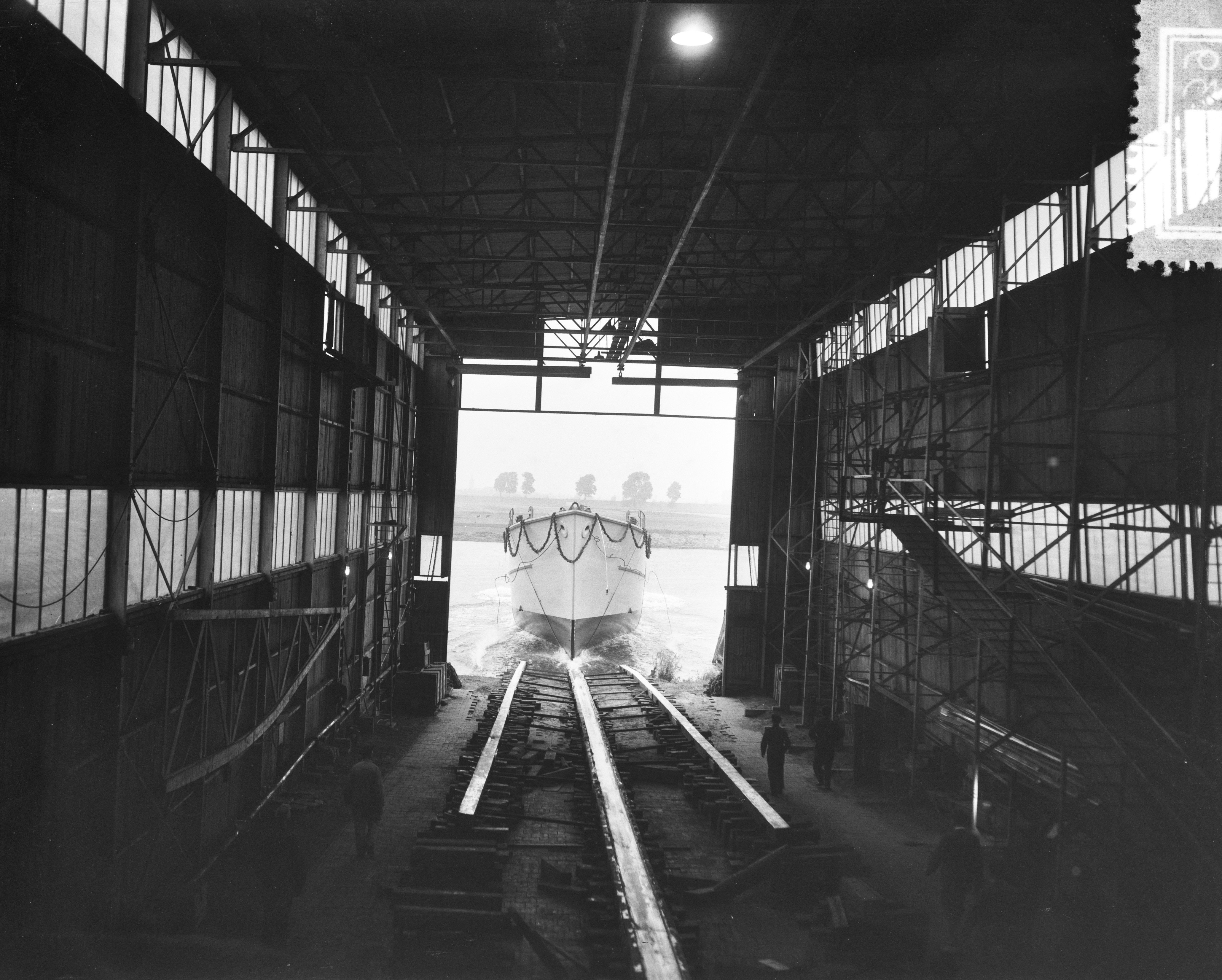
Stapellauf der Leersum im Jahr 1956

Nach dem Krieg baute Adriaan de Haan die Werft wieder auf und begann im Mai 1945 mit dem Betrieb. Die Werft führte zunächst die Reparatur von beschädigten und zerstörten Schiffen durch. Den ersten Neubauauftrag erhielt sie 1947. In den nächsten Jahren florierte das Unternehmen und baute vor allem wieder Motortankschiffe und Küstenmotorschiffe. Aufträge erhielt sie auch von der Koninklijke Marine. Für die zwischen 1952 und 1957 gebauten 32 Minensuchboote der Dokkum-Klasse bekam sie die Aufträge über zwei der Boote: 1956 lief die Hr. Ms. Gieten (M 805) und 1957 die Hr. Ms. Leersum (M 822) vom Stapel. Dafür wurde auf der Werft in Heusden eine eigene Halle errichtet, um die Produktion geheim zu halten.
Da kein Nachfolger vorhanden war, verkaufte der 75-jährige Adriaan de Haan 1954 die Werft an Cornelis Verolme, der sie zunächst als eine von vier Werften unter dem Namen Verolme Scheepswerf Heusden weiterführte. Diese wurde 1958 ein Teil von Verolme Verenigde Scheepswerven. In der Zeit von 1911 bis 1954 wurden insgesamt 275 Schiffe gebaut.

## Schiffe (Auswahl)
1. IMO-Nummer 5023564: Argus (1938): zunächst portugiesisches Fischereifahrzeug, ab 1976 unter dem Namen Polynesia als Kreuzfahrtschiff in der Karibik.
2. IMO 5342116: Strabo (1948)
3. ENI-Nummer 02007596: Maya (1926)
4. ENI 02300258: Martina (1925)
5. ENI 02300411: Corbulo (1923)
6. ENI 02314076: Ara (1928)
7. ENI 03250021: Inspe IV (1925)
8. ENI 03250149: Marieke (1930)
9. ENI 04011720: Ruwer (1927): der Schlepper wurde 1953 zum Frachter umgebaut und im Jahre 2000 verschrottet; das Motorschiff hatte eine Länge von 79,80 m, 1083 BRT und einen Deutz-Motor mit 500 PS.[5]
10. ENI 04300590: Pollux (1926)
11. M822 Hr.Ms. Leersum (1957)
12. Orpheus (1920)